# توجک جدید (کنارک)
توجک جدید یک روستا در ایران است که در استان سیستان و بلوچستان واقع شده‌است. توجک جدید ۶۵ نفر جمعیت دارد.